# Midrevaux
Midrevaux è un comune francese di 209 abitanti situato nel dipartimento dei Vosgi nella regione del Grand Est.

## Società

### Evoluzione demografica
Abitanti censiti